# Дерзкий (фильм, 2011)
«Дерзкий» (телугу దూకుడు, Dookudu, дословно «Агрессивный») — индийский фильм режиссёра Срину Вайтлы на языке телугу, вышедший в прокат 23 сентября 2011 года. Сюжет частично вдохновлен немецкой трагикомедией «Гуд бай, Ленин!» и рассказывает о полицейском, который пытается оградить от потрясений отца, пролежавшего в коме больше 10 лет. Главные роли исполнили Махеш Бабу, Пракаш Радж, Саманта Рут Прабху, Брахманандам и Сону Суд.
Фильм собрал в прокате более 1 миллиарда рупий, став самым кассовым на телугу в 2011 году. Он также получил Filmfare Awards South и несколько других кинопремий в категории «Лучший фильм». Был переснят на бенгальском языке как Challenge 2 и на каннада как Power. На русский язык дублирован по заказу компании Ред Медиа для показа на канале Индия ТВ.

## Сюжет
После того, как отец Аджая, народный лидер Шанкар Нараяна, попал в аварию, мальчика растили дяди и тёти. Повзрослев, он стал полицейским и начал бороться с организованной преступностью. Начальство поручило ему поймать криминального дона по прозвищу Наяк.
Аджаю удаётся выяснить, что у Банти, брата Наяка, есть девушка в Турции. Прибыв туда со своей командой, Аджай захватывает Банти в плен. В ходе операции он встречает Прашанти и влюбляется в неё с первого взгляда. Приехавшая в Турцию на неделю моды, девушка по удивительному стечению обстоятельств оказывается дочерью начальника Аджая.
Тем временем в Индии после четырнадцатилетней комы приходит в себя отец Аджая, которого все кроме его семьи считали мёртвым. Доктор сообщает родственникам, что для полного выздоровления его пациенту нужны только положительные эмоции, а стресс может привести к ухудшению состояния. Аджай решает сделать вид, будто всё в его жизни идёт так, как о том мечтал его отец. Под видом проведения съёмок он арендует дом, в котором они раньше жили, и притворяется, будто является членом законодательного собрания как и его отец когда-то.
Наяк, узнав, что его брат в руках полиции, похищает комиссара и требует вернуть своего родственника. В итоге и комиссар, и брат Наяка гибнут, а Аджай встречает Шивайю, который когда-то был сторонником его отца. Тот рассказывает, что авария, в которую попал Шанкар Нараяна, не была случайностью. Это было нападение организованное Наяком, теневиком Маллешем Гаудом и бывшими сподвижниками Шанкара. Аджай решает им отомстить.
Под предлогом продажи земли он встречается со своими врагами и ищет их слабые места. Бывший сподвижник Шанкара Ганеш из-за вмешательства Прашанти узнаёт, что Аджай — полицейский, но тому удаётся сбросить Ганеша с крыши. Затем он приглашает отца навестить бывшего друга, о предательстве которого тот так и не узнал, в больнице и убеждает его, что тот хочет добровольно уйти из жизни. Поверив разыгранному представлению, Шанкар снимает с Ганеша кислородную маску, тем самым собственноручно убив его.
Узнав, что у Маллеша Гауда слабое сердце, Аджай подстраивает инцидент на дороге, после которого Маллеша доставляют в госпиталь с сердечным приступом. А, показав ему, что Шанкар Нараяна жив, Аджай провоцирует ещё один приступ, в результате которого Маллеш умирает.
Тем временем, из-за случайной обмолвки дяди, Шанкару становится известно, что у его сына есть возлюбленная, и он устраивает свадьбу Аджая и Прашанти. Увидев фотографии со свадьбы в газете, Наяк узнаёт Аджая и то, что он сын Шанкара Нанаяны. Однако пока он со своими подручными обсуждает, что делать дальше, дом окружает полиция. Наяк пытается сбежать, но Аджай его ловит. Он связывает своего врага и прячет его в статуе Раваны, а затем во время фестиваля предлагает отцу поджечь статую, обеспечив Наяку смерть от руки Шанкара.
Однако всё тайное рано или поздно становится явным. Однажды Шанкару попадается на глаза старая газета с заметкой о гибели его и его брата.

## В ролях
- Махеш Бабу — Аджай Кумар / господин из Беллари
- Пракаш Радж — Шанкар Нараяна, отец Аджая
- Саманта Рут Прабху — Прашанти
- Сону Суд — Наяк
- М. С. Нараяна — Бокка Венката Рао
- Брахманандам[англ.] — Падмашри / Сингапур Раджешвара Рао
- Суприт Редди[англ.] — Амбарпет Ганеш
- Кота Шриниваса Рао[англ.] — Маллеш Гауд
- Саяджи Шинде[англ.] — Мека Нарсингх Рао
- Аджаз Хан[англ.] — Банти, брат Наяка
- Суббараджу[англ.] — Динеш Гауд, сын Маллеша
- Мастер Бхарат[англ.] — Мудду Кришна, сын Нарсингха Рао
- Шафи[англ.] — Кадир, подручный Наяка
- Нассер[англ.] — Мурти, отец Прашанти
- Прагати[англ.] — Падма, мать Прашанти
- Сония Дипти[англ.] — подруга Прашанти
- Адитья Менон[англ.] — Шивайя, сподвижник Шанкара
- Раджив Канакала[англ.] — Сатьям, брат Шанкара
- Чандрамохан — Туласи Рам, дядя Аджая
- Виная Прасад[англ.] — жена Туласи Рама
- Судха[англ.] — Джанаки, тётя Аджая
- Таникелла Бхарани[англ.] — муж Джанаки
- Сатья Кришнан[англ.] — кузина Аджая
- Сурекха Вани[англ.] — мать Аджая (хроника)
- Веннела Кишор[англ.] — М. С. Шастри, член команды Аджая
- Рави Пракаш[англ.] — Рави, член команды Аджая
- Суман[англ.] — комиссар полиции № 1
- Нагендра Бабу[англ.] — комиссар полиции № 2
- Аджай[англ.] — продажный полицейский
- Шанкар Мелкоте[англ.] — Ранга Рао, тесть Падмашри
- Брахмаджи[англ.] — Пракасам, поставщик массовки
- Шива Редди[англ.] — имитатор голоса
- Шриниваса Редди[англ.] — режиссёр
- Минакши Диксит[англ.] — девушка в песне «Nee Dookudu»
- Парвати Мелтон[англ.] — танцовщица в песне «Poovai Poovai»
- Дхармаварапу Субраманьям — Кул Бабу

## Производство
Первая информация о том, что Срину Вайтла будет снимать фильм с Махешем Бабу появилась в ноябре 2009 года.
Брат Махеша, Рамеш Бабу, должен быль стать одним из продюсеров фильма.
Вайтла работал над сценарием фильма больше года, а затем отложил его для дальнейшего совершенствования, так как чувствовал, что он вышел однообразным и напоминающим его предыдущие работы.
В одном из интервью он признал, что посмотрел «Гуд бай, Ленин!», когда сценарий «Дерзкого» был завершён на 50 %, и был вдохновлён и им в том числе.
28 июня 2010 года на киностудии Раманйду состоялась традиционная молитвенная церемония перед началом работы над фильмом, на которой было объявлено, что съёмки начнутся 15 июля.
Съёмка велась с использованием технологии Супер-35.
Первоначально кинооператором был Прасад Мурелла, который работал с Вайтлой в фильмах Dhee и Namo Venkatesha, однако затем он покинул проект из-за разногласий с режиссёром, и его место занял К. В. Гухан.
Заявленного в качестве композитора Деви Шри Прасада также сменил С. Таман.
На роль героини была приглашена Саманта, имевшая на тот момент за плечами только один фильм, вышедший в прокат.
Пракаш Радж заменил Шрихари, который был первым выбором на роль отца героя Махеша.
Сония Дипти сыграла небольшую роль подруги главной героини.
На роль комических персонажей были приглашены М. С. Нараяна и Брахманандам.
Парвати Мелтон и Минакши Диксит выступили в качестве камео в музыкальных номерах.
Съёмочный период начался 22 октября 2010 года в Турции,
где были сняты несколько боевых эпизодов и музыкальный номер.
Съёмки в Стамбуле были завершены к 10 ноября,
после чего съёмочная группа отправилась в Дубай, где помимо диалогов также планировалось снять видео под песню.
С 27 ноября съёмки продолжились в Хайдарабаде в Hotel Daspalla и на киностудии Раманайду.
В конце января 2011 года была снята одна из ключевых сцен с Махешем и Самантой в магазине Levis района Banjara Hills, и команда фильма собралась продолжить работу в Гуджарате.
11 февраля были закончены съёмки музыкального номера «Chulbuli» в Малом Качском Ранне, и следующие полмесяца планировалось снимать в Хайдарабаде.
Одну из песен хотели отснять в Ченнаи в конце февраля, но затем производители сменили свои планы.
До конца марта были отсняты сцены в Chiran Fort Club и Старом городе,
и завершив несколько сцен на киностудии Рамоджи, съёмочная группа отправилась в Мумбаи 20 марта.
Ещё несколько эпизодов были досняты на Padmalaya Studios в апреле.
В мае съёмочная группа работала в декорациях центральной тюрьмы на студии Рамоджи,
а затем полетела в Швейцарию для съёмки музыкального номера «Dhettadi», где Махеш Бабу остался для отдыха с семьей до 30 мая.
В июле на частной квартире были сняты сцены с участием Махеша, Брахманандама и М. С. Нараяны.
Пять дней в августе заняла работа над видеорядом для песни «Adara» в Chiraan Fort Club (Хайдарабад) под руководством хореографа Динеша.
В начале сентября были отсняты кульминационные сцены в районе Толичауки.
В последнюю очередь был снят item-номер «Poovai» с Палвати Мелтон.

## Саундтрек
Вся музыка написана Таманом.
| №                   | Название                | Текст песни         | Исполнители                                               | Длительность |
| ------------------- | ----------------------- | ------------------- | --------------------------------------------------------- | ------------ |
| 1.                  | «Nee Dookudu»           | Вишва               | Шанкар Махадеван                                          | 3:49         |
| 2.                  | «Guruvaram March Okati» | Рамаджогайя Шастри  | Рахул Намбиар                                             | 4:25         |
| 3.                  | «Chulbuli Chulbuli»     | Рамаджогайя Шастри  | Картик, Рита                                              | 4:26         |
| 4.                  | «Poovai Poovai»         | Рамаджогайя Шастри  | Рамия Н.С., Навин Мадхав                                  | 4:20         |
| 5.                  | «Dethadi Dethadi»       | Бхаскарабхатла      | Ранджит, Дивья Менон                                      | 4:11         |
| 6.                  | «Adara Adara»           | Рамаджогайя Шастри  | Рамаджогайя Шастри, Картик, Вардхини, Ранина Редди, Мегха | 4:21         |
| Общая длительность: | Общая длительность:     | Общая длительность: | Общая длительность:                                       | 25:32        |

## Критика
| Рейтинги           | Рейтинги                                                                           |
| Издание            | Оценка                                                                             |
| ------------------ | ---------------------------------------------------------------------------------- |
| The Times of India | 4 из 5 звёзд · 4 из 5 звёзд · 4 из 5 звёзд · 4 из 5 звёзд · 4 из 5 звёзд           |
| Rediff.com         | 2,5 из 5 звёзд · 2,5 из 5 звёзд · 2,5 из 5 звёзд · 2,5 из 5 звёзд · 2,5 из 5 звёзд |
| Idlebrain.com      | 3,5 из 5 звёзд · 3,5 из 5 звёзд · 3,5 из 5 звёзд · 3,5 из 5 звёзд · 3,5 из 5 звёзд |

Суреш Кавираяни из The Times of India написал: «Dookudu — типичный фильм Срину Вайтлы, щедро сдобренный комедийными элементами. Его рассказу удается держать аудиторию вовлечённой до конца фильма».
Б. В. С. Пракаш из Deccan Chronicle дал фильму негативную оценку: «зрители должны оставить позади их мозги дома, чтобы насладиться этой комедией, поскольку сценарий имеет несколько зияющих дыр, а также повторяется».
Такое же мнение высказала Павитра Шринивасан из Rediff.com: «сценарий мечется туда-сюда, имеет огромные сюжетные дыры и так много нелогичных сцен, что вы скоро потеряете им счёт. Пули летают повсюду, не задевая и волоса на голове героя, и боевых эпизодов слишком много. Злодеи побеждены таким глупым образом, что становится интересно, в чём был смысл полицейского расследования».
В рецензии CNN-IBN, напротив, было отмечено, что «история может быть шаблонной, но есть достаточно пространства для развлекательных элементов. Хотя авторы не смогли придать достоверность сюжету и сценарию, актёры и техники компенсировали это и сняли фильм на большой высоте. Тем не менее, музыка могла бы быть немного лучше».
Idlebrain.com назвал плюсами фильма — шарм Махеша Бабу, распределение комедии Срину Вайтлой и работоспособный сценарий, а минусом — избыточность в характере злодея.
Ваншика Девуни из Upperstall.com заметила, что «лучшей вещью в этом фильме является то, что он воспринимается как массовое развлечение, и не делает никаких попыток выдавать себя за интеллектуальный фильм».
123telugu.com заключил, что фильм стоит смотреть ради комедийных эпизодов и изумительного выступления Махеша Бабу.
IndiaGlitz добавил, что «в Dookudu есть все — комедия, драки и романтика».

## Награды
| Награды и номинации | Награды и номинации               | Награды и номинации                  | Награды и номинации              | Награды и номинации | Награды и номинации  |
| Дата                | Награда                           | Категория                            | Номинант                         | Результат           | Ссылка               |
| ------------------- | --------------------------------- | ------------------------------------ | -------------------------------- | ------------------- | -------------------- |
| 17 июня 2012        | CineMAA Awards                    | Лучший фильм                         |                                  | Победа              | [ 43 ] [ 44 ]        |
| 17 июня 2012        | CineMAA Awards                    | Лучшая режиссура                     | Срину Вайтла                     | Победа              | [ 43 ] [ 44 ]        |
| 17 июня 2012        | CineMAA Awards                    | Лучшая мужская роль                  | Махеш Бабу                       | Победа              | [ 43 ] [ 44 ]        |
| 17 июня 2012        | CineMAA Awards                    | Лучшая мужская роль второго плана    | Пракаш Радж                      | Победа              | [ 43 ] [ 44 ]        |
| 17 июня 2012        | CineMAA Awards                    | Лучшее исполнение отрицательной роли | Сону Суд                         | Победа              | [ 43 ] [ 44 ]        |
| 17 июня 2012        | CineMAA Awards                    | Лучшее исполнение комической роли    | Брахманандам                     | Победа              | [ 43 ] [ 44 ]        |
| 17 июня 2012        | CineMAA Awards                    | Лучшая работа оператора              | К. В. Гухан                      | Победа              | [ 43 ] [ 44 ]        |
| 17 июня 2012        | CineMAA Awards                    | Специальный приз жюри                | М. С. Нараяна                    | Победа              | [ 43 ] [ 44 ]        |
| 22 июня 2012        | SIIMA Awards (Телугу)             | Лучший фильм                         |                                  | Победа              | [ 45 ] [ 46 ]        |
| 22 июня 2012        | SIIMA Awards (Телугу)             | Лучшая режиссура                     | Срину Вайтла                     | Победа              | [ 45 ] [ 46 ]        |
| 22 июня 2012        | SIIMA Awards (Телугу)             | Лучшая мужская роль                  | Махеш Бабу                       | Победа              | [ 45 ] [ 46 ]        |
| 22 июня 2012        | SIIMA Awards (Телугу)             | Лучшая мужская роль второго плана    | Пракаш Радж                      | Победа              | [ 45 ] [ 46 ]        |
| 22 июня 2012        | SIIMA Awards (Телугу)             | Лучшее исполнение комической роли    | Брахманандам                     | Победа              | [ 45 ] [ 46 ]        |
| 22 июня 2012        | SIIMA Awards (Телугу)             | Лучшая музыка к песням               | С. Таман                         | Победа              | [ 45 ] [ 46 ]        |
| 22 июня 2012        | SIIMA Awards (Телугу)             | Лучший мужской закадровый вокал      | Рахул Набиар («Guruvaram»)       | Победа              | [ 45 ] [ 46 ]        |
| 22 июня 2012        | SIIMA Awards (Телугу)             | Лучшие стихи к песне                 | Рамаджогайя Шастри («Guruvaram») | Победа              | [ 45 ] [ 46 ]        |
| 24 июня 2012        | Hyderabad Times Film Awards       | Лучший фильм                         |                                  | Победа              | [ 47 ]               |
| 24 июня 2012        | Hyderabad Times Film Awards       | Лучшая режиссура                     | Срину Вайтла                     | Победа              | [ 47 ]               |
| 24 июня 2012        | Hyderabad Times Film Awards       | Лучшая мужская роль                  | Махеш Бабу                       | Победа              | [ 47 ]               |
| 24 июня 2012        | Hyderabad Times Film Awards       | Лучшая музыка к песням               | С. Таман                         | Победа              | [ 47 ]               |
| 24 июня 2012        | Hyderabad Times Film Awards       | Лучшее исполнение отрицательной роли | Кота Шриниваса Рао               | Победа              | [ 47 ]               |
| 24 июня 2012        | Hyderabad Times Film Awards       | Лучшее исполнение комической роли    | Брахманандам                     | Победа              | [ 47 ]               |
| 7 июля 2012         | Filmfare Awards South (Телугу)    | Лучший фильм                         |                                  | Победа              | [ 48 ] [ 49 ]        |
| 7 июля 2012         | Filmfare Awards South (Телугу)    | Лучшая режиссура                     | Срину Вайтла                     | Победа              | [ 48 ] [ 49 ]        |
| 7 июля 2012         | Filmfare Awards South (Телугу)    | Лучшая мужская роль                  | Махеш Бабу                       | Победа              | [ 48 ] [ 49 ]        |
| 7 июля 2012         | Filmfare Awards South (Телугу)    | Лучшая мужская роль второго плана    | М. С. Нараяна                    | Победа              | [ 48 ] [ 49 ]        |
| 7 июля 2012         | Filmfare Awards South (Телугу)    | Лучшая музыка к песням               | С. Таман                         | Победа              | [ 48 ] [ 49 ]        |
| 7 июля 2012         | Filmfare Awards South (Телугу)    | Лучший мужской закадровый вокал      | Рахул Набиар («Guruvaram»)       | Победа              | [ 48 ] [ 49 ]        |
| 4 августа 2012      | Mirchi Music Awards South         | Лучший альбом года                   | С. Таман (Dookudu)               | Победа              | [ 50 ] [ 51 ]        |
| 4 августа 2012      | Mirchi Music Awards South         | Подающий надежды исполнитель         | Рамия Н. С. («Poovai Poovai»)    | Победа              | [ 50 ] [ 51 ]        |
| 13 октября 2012     | Nandi Awards                      | Лучший развлекательный фильм         |                                  | Победа              | [ 52 ] [ 53 ] [ 54 ] |
| 13 октября 2012     | Nandi Awards                      | Лучшая мужская роль                  | Махеш Бабу                       | Победа              | [ 52 ] [ 53 ] [ 54 ] |
| 13 октября 2012     | Nandi Awards                      | Лучшая мужская роль второго плана    | Пракаш Радж                      | Победа              | [ 52 ] [ 53 ] [ 54 ] |
| 13 октября 2012     | Nandi Awards                      | Лучшее исполнение комической роли    | М. С. Нараяна                    | Победа              | [ 52 ] [ 53 ] [ 54 ] |
| 13 октября 2012     | Nandi Awards                      | Лучший монтаж                        | М. Р. Варма                      | Победа              | [ 52 ] [ 53 ] [ 54 ] |
| 13 октября 2012     | Nandi Awards                      | Лучшая постановка боевых сцен        | Виджаян                          | Победа              | [ 52 ] [ 53 ] [ 54 ] |
| 13 октября 2012     | Nandi Awards                      | Лучший автор сценарий                | Срину Вайтла                     | Победа              | [ 52 ] [ 53 ] [ 54 ] |
| 20 апреля 2013      | TSR-TV9 National Film Awards 2011 | Лучшая режиссура                     | Срину Вайтла                     | Победа              | [ 55 ]               |
| 20 апреля 2013      | TSR-TV9 National Film Awards 2011 | Лучшая характерная роль              | Пракаш Радж                      | Победа              | [ 55 ]               |
| 20 апреля 2013      | TSR-TV9 National Film Awards 2011 | Лучшее исполнение комической роли    | Брахманандам                     | Победа              | [ 55 ]               |
| 20 апреля 2013      | TSR-TV9 National Film Awards 2011 | Лучшая музыка к песням               | С. Таман                         | Победа              | [ 55 ]               |
| 20 апреля 2013      | TSR-TV9 National Film Awards 2011 | Лучший женский закадровый вокал      | Рамия Н. С. («Poovai Poovai»)    | Победа              | [ 55 ]               |

## Ремейки
Фильм был дублирован на тамильский язык как Athiradi Vettai, на хинди как The Real Tiger и малаялам как Choodan, так как в двух версиях есть саундтрек, а в хинди язычной версии отсутствует.
- 2012 — Challenge 2 (англ.) — ремейк на бенгальском языке режиссёра Раджи Чандра[англ.] с Дэвом и Пуджей Басу[бенг.] в главных ролях[57]
- 2014 — Power (англ.) — ремейк на языке каннада режиссёра К. Мадеша с Пунитом Раджкумаром и Тришей Кришнан в главных ролях[58], с той же компанией и с тем же композитором.

Оба фильма имели коммерческий успех.
Срину Вайтла также собирался снять ремейк фильма на хинди, предполагая отдать ведущую роль Салману Хану.
Однако Салман отказался от предложения, после чего было рассмотрены кандидатуры Аджая Девгана и Акшая Кумара.
В 2014 году появились сообщения, что фильм Аджая Action Jackson будет ремейком «Дерзкого»,
однако это оказалось неверным.